# Kaszuni
Kaszuni – wieś w Armenii, w prowincji Sjunik. W 2011 roku liczyła 11 mieszkańców.